# Hallerbruch
Der Hallerbruch ist ein Naturschutzgebiet in der niedersächsischen Stadt Springe in der Region Hannover.

## Allgemeines
Das Naturschutzgebiet mit dem Kennzeichen NSG HA 243 ist circa 128 Hektar groß. Es ist Bestandteil des 2004 ausgewiesenen und 212,44 Hektar großen, gleichnamigen FFH-Gebietes. Das Gebiet wurde zum 11. Januar 2019 als eigenständiges Naturschutzgebiet ausgewiesen. Zuvor war es Bestandteil des zum 20. März 1954 ausgewiesenen Naturschutzgebietes „Saupark“, das auch Teile südlich des Wisentgeheges umfasste. Diese Flächen wurden in den 1980er- und 1990er-Jahren durch Änderungsverordnungen aus dem Naturschutzgebiet entlassen. Die außerhalb des Naturschutzgebietes liegenden Teile des FFH-Gebietes sind Bestandteil des Landschaftsschutzgebietes „Osterwald – Saupark“. Das Naturschutzgebiet grenzt nach Südwesten an das Naturschutzgebiet „Saupark“ sowie nach Nordwesten, Norden und Osten an das Landschaftsschutzgebiet „Osterwald – Saupark“. Zuständige untere Naturschutzbehörde ist die Region Hannover.
Die Wälder im Kleinen Deister waren königliches Hofjagdrevier. Teile des Hallerbruchs wurden außerdem als Hutewald genutzt. Aus der Zeit der Nutzung als Hutewald sind teilweise noch alte Eichen vorhanden. Die Karte der Kurhannoverschen Landesaufnahme zeigt im späten 18. Jahrhundert im Westteil des Hallerbruchs die Kuh Weide. Dazu kam die Nutzung als Mittelwald. Nachdem zwischen 1836 und 1839 das Wildgehege als späterer Saupark Springe mit einer Mauer eingefasst worden war, endete 1840 die Nutzung des Hallerbruchs als Hutewald. Die nutzungsberechtigten Bauern wurden mit einem Vergleich abgefunden.
An die Zeit der Hofjagden zwischen Jagdschloss und Wisentgehege erinnert noch die Franz-Ferdinand-Eiche.

## Beschreibung

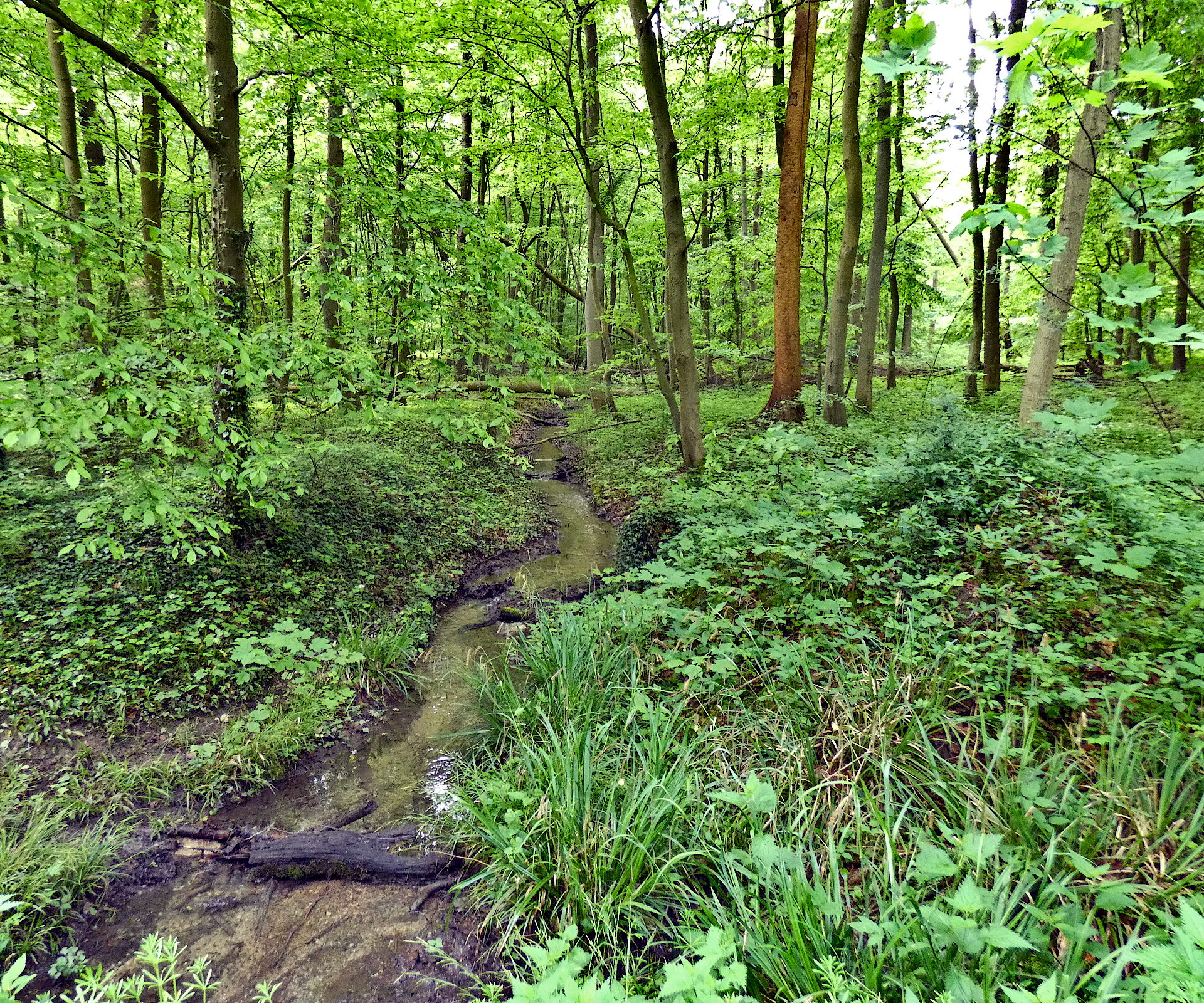
Der Hallerbruchgraben im Hallerbruch

Das Naturschutzgebiet liegt südöstlich von Springe im Norden des Sauparks Springe. Es stellt ein Waldgebiet am zum Tal der Haller flach abfallenden Nordhang des Kleinen Deisters auf überwiegend feuchten Standorten unter Schutz. Die Wälder auf überwiegend historisch alten Waldstandorten sind als Waldmeister-Buchenwälder und Sternmieren-Eichen-Hainbuchenwälder mit Rotbuche, Stieleiche und Hainbuche ausgeprägt. Dazu gesellen sich Esche, Feldulme, Flatterulme, Feldahorn, Bergahorn, Spitzahorn, Winterlinde, Vogelkirsche, Wildapfel, Wildbirne und Traubenkirsche. In der Strauchschicht siedeln unter anderem Kreuzdorn, Gewöhnliches Pfaffenhütchen, Roter Hartriegel, Gewöhnlicher Seidelbast und Gewöhnlicher Schneeball. In der Krautschicht sind z. B. Gelbes Windröschen, Bärlauch und Aronstab. Entlang der durch den Hallerbruch fließenden Bäche sind kleinflächig Auwaldgesellschaften ausgeprägt. Die Wälder verfügen über einen hohen Alt- und Totholzanteil. In einer Teilfläche im Norden des Naturschutzgebietes ist der Wald seiner natürlichen Entwicklung überlassen. Stellenweise sind extensiv genutzte, artenreiche Waldwiesen in die Wälder eingebettet.
Das Gebiet ist Lebensraum der Fledermäuse Großes Mausohr, Großer Abendsegler, Kleiner Abendsegler, Breitflügelfledermaus, Zwergfledermaus, Große Bartfledermaus, Kleine Bartfledermaus, Fransenfledermaus, Wasserfledermaus, Braunes Langohr, Rauhautfledermaus, Mückenfledermaus und Bechsteinfledermaus. Weiterhin ist es Lebensraum verschiedener Vogelarten, darunter der Spechte Schwarzspecht, Grauspecht, Mittelspecht, Buntspecht und Kleinspecht, Hohltaube, Schwarzstorch, Uhu, Rotmilan, Neuntöter und Nachtigall. Amphibien und Reptilien sind unter anderem durch Kamm- und Teichmolch, Feuersalamander und Ringelnatter vertreten. Besondere Bedeutung hat das Gebiet auch für verschiedene alt- und totholzbewohnender Käferarten, darunter Eremit, Kardinalroter Schnellkäfer und Buchenmulm-Zwergstutzkäfer. Das Vorkommen des Eremits gilt als eines der bedeutendsten in Norddeutschland. Das Gebiet ist weiterhin Lebensraum für Wildkatze, Garten- und Siebenschläfer.
Das Naturschutzgebiet wird im Süden von der Landesstraße 461 zwischen Springe und Eldagsen begrenzt. Nach Osten wird es von der Kreisstraße 213 begrenzt, die durch den Hallerbruch verläuft. Durch das Naturschutzgebiet verlaufen mehrere Wege. An einem Weg ist ein Informationspfad angelegt.